# آمار ماکسول–بولتزمن

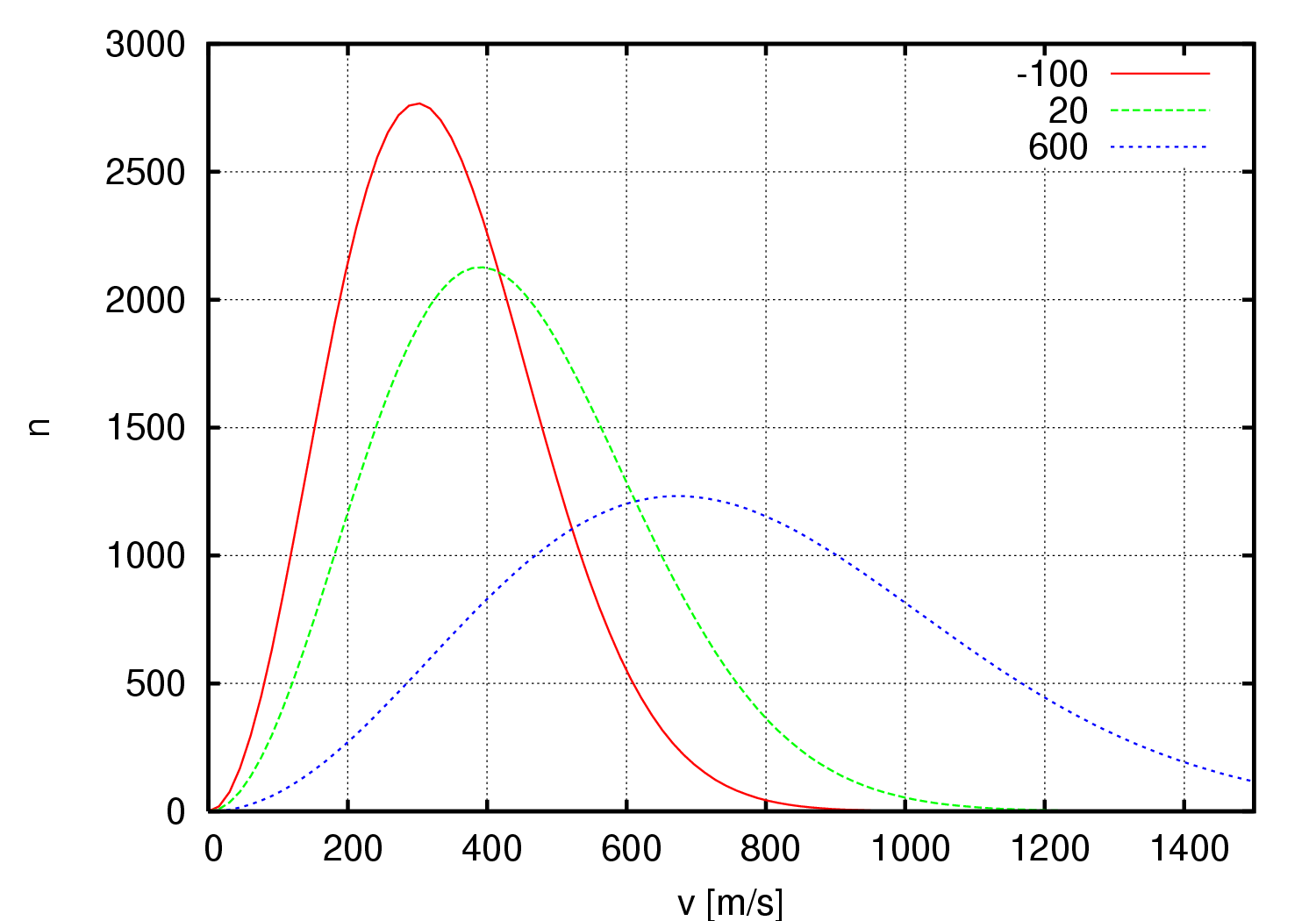
نمودارهای آماری که این نمودار اساس نسبت جرم به سطح را محاسبه می کند.

آمار ماکسول–بولتزمن (انگلیسی: Maxwell–Boltzmann statistics) در مکانیک آماری، توزیع ذرات مادهٔ کلاسیک را در حالت‌های مختلف انرژی در تعادل گرمایی توصیف می‌کند. این آمار، زمانی که دما به‌اندازهٔ کافی بالا باشد، یا چگالی ذرات آنقدر کم باشد که اثرات کوانتومی ناچیز به‌حساب آید، قابل استفاده است.

تعداد مورد انتظار ذرات با انرژی {\displaystyle \varepsilon _{i}}  برای آمار ماکسول–بولتزمن برابر است با 
{\displaystyle \langle N_{i}\rangle ={\frac {g_{i}}{e^{(\varepsilon _{i}-\mu )/kT}}}={\frac {N}{Z}}\,g_{i}e^{-\varepsilon _{i}/kT},}
که در اینجا:
- {\displaystyle \varepsilon _{i}} انرژی سطح i-th انرژی،
- {\displaystyle \langle N_{i}\rangle } میانگین تعداد ذرات در مجموعهٔ حالات دارای انرژی است {\displaystyle \varepsilon _{i}},
- {\displaystyle g_{i}} is the سطح تبهگنی انرژی از سطح انرژی i, که، {\displaystyle \varepsilon _{i}} ممکن است کم‌وبیش از یکدیگر به‌گونهٔ دیگری از هم تشخیص داده‌شوند،<ref group="nb">برای مثال، دو ذرهٔ نقطه‌ای ساده ممکن است انرژی یکسان، اما بردارهای تکانه‌ای متفاوتی داشته باشند. بر این اساس از یکدیگر متمایز می‌شوند و انحطاط آن تعداد راه‌های ممکنی خواهد بود که می‌توان آنها را تا این حد متمایز کرد.
- μ پتانسیل شیمیایی است،
- k ثابت بولتزمن است،
- T دمای مطلق،
- N تعداد کل ذره‌ها:

```

  

    

      

        
N

        
=

        

          
∑

          

            
i

          

        

        

          
N

          

            
i

          

        

        
,

      

    

    
{\displaystyle N=\sum _{i}N_{i},}

  

```

- Z تابع افزار: {\displaystyle Z=\sum _{i}g_{i}e^{-\varepsilon _{i}/kT},}
- e ثابت ریاضی عدد اویلر است.